# Valoura
Valoura é uma povoação portuguesa sede da Freguesia de Valoura do Município de Vila Pouca de Aguiar, freguesia com 14,40 km² de área e 295 habitantes (censo de 2021), tendo, por isso, uma densidade populacional de 20,5 hab./km².
Está situada na encosta da Serra da Padrela, 13 km a nordeste da sede do município. Inclui no seu território os seguintes lugares: Cubas, Valoura e Vila do Conde. É sobretudo notável a típica aldeia de Cubas, com a sua igrejinha de Santa Bárbara e São Luís, e a Casa Grande da Morgada de Cubas, ou Casa dos Alferes e dos Capitães. Em Valoura, o Solar dos Sousas Machados e a igreja paroquial de Santa Iria Mártir.

## Demografia
A população registada nos censos foi:
| Distribuição da População por Grupos Etários | Distribuição da População por Grupos Etários | Distribuição da População por Grupos Etários | Distribuição da População por Grupos Etários | Distribuição da População por Grupos Etários |
| -------------------------------------------- | -------------------------------------------- | -------------------------------------------- | -------------------------------------------- | -------------------------------------------- |
| Ano                                          | 0-14 Anos                                    | 15-24 Anos                                   | 25-64 Anos                                   | > 65 Anos                                    |
| 2001                                         | 61                                           | 70                                           | 211                                          | 109                                          |
| 2011                                         | 46                                           | 28                                           | 180                                          | 122                                          |
| 2021                                         | 21                                           | 35                                           | 129                                          | 110                                          |

## Património
- Igreja Matriz de Valoura - foi edificada à custa dos emigrantes brasileiros desta freguesia.
- Capela de Santa Bárbara, de Cubas
- Capela em Vila do Conde